# Vissac-Auteyrac
Vissac-Auteyrac är en kommun i departementet Haute-Loire i regionen Auvergne-Rhône-Alpes i centrala Frankrike. Kommunen ligger i kantonen Langeac som tillhör arrondissementet Brioude. År 2022 hade Vissac-Auteyrac 300 invånare.

## Befolkningsutveckling
Antalet invånare i kommunen Vissac-Auteyrac
| Referens: INSEE |